# Cantonul Bonneuil-sur-Marne
Cantonul Bonneuil-sur-Marne este un canton din arondismentul Créteil, departamentul Val-de-Marne, regiunea Île-de-France, Franța.

## Comune
| Comune             | Populație (1999) | Cod poștal | Cod INSEE |
| ------------------ | ---------------- | ---------- | --------- |
| Bonneuil-sur-Marne | 15 889           | 94 380     | 94 011    |